# Ortheuville
Ortheuville (en wallon : Orteûvèye ou À R'teûvèye) est un hameau de la commune belge de Tenneville située en Région wallonne dans la province de Luxembourg.
Avant la fusion des communes de 1977, Ortheuville faisait déjà partie de la commune de Tenneville.

## Situation
Ce hameau d'Ardenne se situe en rive gauche et sur le versant nord de l'Ourthe occidentale au point de confluence avec le ruisseau de Tenneville. Il se trouve entre les hameaux de Baconfoy et Berguème situé plus en aval de l'Ourthe. Ortheuville se trouve à 2,5 km au sud-est de Tenneville.
La route nationale 4 longe le hameau par le nord et l'est et y franchit l'Ourthe occidentale. Le hameau est complété par le lieu-dit Sur-le-Batis implanté de l'autre côté de la N4.
Le hameau de Prelle se situe sur la rive opposée de l'Ourthe occidentale.

## Tourisme
Le village possède des gîtes dans un manoir construit en 1946.